# قسم نصار الريفي
قسم نصار الريفي هي قسم تقع في إيران في Arvandkenar District. يقدر عدد سكانها بـ 5,275 نسمة .